# シャンシャン (ジャイアントパンダ)
シャンシャン（漢字表記：香香、英語表記：XiangXiang 2017年6月12日 - ）は、東京都・恩賜上野動物園で自然交配により誕生した雌（メス）のジャイアントパンダ。父はリーリー、母はシンシン。2021年6月23日に誕生した同動物園初の双子ジャイアントパンダ・シャオシャオ（暁暁・オス）とレイレイ（蕾蕾・メス）はシャンシャンの弟妹である。

## 略歴

### 誕生から中国返還まで
2017年6月12日11時52分、東京都・恩賜上野動物園で生まれる。
1988年6月23日同動物園で生まれたオスのジャイアントパンダ・ユウユウ（漢字表記：悠悠　英語表記：YouYou）以来実に29年ぶりに無事に成長した同動物園の歴代ジャイアントパンダであり、2度目の自然交配による誕生だった(初の自然交配によって誕生したジャイアントパンダは2012年7月5生まれのオス)。
出生時の体長は14.3センチ、体重は147グラム。2017年6月22日3回目の身体検査によりメスと判明。同年7月25日に名前を募集開始、2か月後の9月25日に応募総数322,581件の中から名前が「シャンシャン」（香香）に決定。名前の意味は呼びやすく、漢字の「香」は花開く明るいイメージから。生後約半年後の12月19日には、母親のシンシンとともに公開された。当時母子の公開は抽選制で、シャンシャンが生まれた2017年内だけで25万件もの応募があり、公開後初の週末となる12月23日の倍率は144倍であった。
その後もシャンシャンは日本国内で爆発的な人気を誇り、アイドル的存在となった。ファンは国内各地から来園し、常に長蛇の列が並んだ。シャンシャンの誕生日ともなると毎年約4時間以上待ちの列ができた。その模様は各メディアに取り上げられるほどであった。
5度の中国返還延長を経て、2022年12月23日シャンシャンの返還日が2023年2月中～3月上旬と発表、その後2023年2月21日に正式決定。観覧最終日となった2023年2月19日には大勢のファンが同園を訪れ、最大2600人の事前抽選制で最後の時間枠は倍率70倍にもなった。シャンシャンが上野動物園にいた5年間の経済効果は日本円で600億円以上と言われており、返還後も増え続けると予想されている。

### 中華人民共和国への返還、その後
東京都が中国より借り入れている状態のリーリーとシンシンの間に生まれたシャンシャンの所有権は、協定に基づいて中国側に認められている。シャンシャンは、その生後満24か月で中国に返還する予定であったが、日本での人気の高さを背景とした日中間の交渉とその後の新型コロナウイルス感染症の世界的流行の影響で、合計5回も返還延期された。
2023年2月21日、順豊航空のチャーター貨物機で日本を出発。同日夕方には四川省の成都双流国際空港に到着した。シャンシャンの日本出発は早朝に行われたが、上野動物園や成田空港には多数のファンやメディアが駆け付け、別れを惜しんだ。中国到着後、シャンシャンは雅安ジャイアントパンダ研究センター碧峰峡（ヘきほうきょう）基地に移された。
中国外務省の報道官汪文斌は、シャンシャンについて「（日中の）友好交流を促進してくれたかわいい使者だ」と述べた。
2023年2月21日中国へ返還後の様子が中国ジャイアントパンダ保護研究センターのウェイボー（中国SNS）アカウントに写真と共に掲載され、同年4月にはiPandaパンダ楽園Youtubeチャンネルに現地飼育員が撮影したと思われる、シャンシャンが元気にたけのこを食べる最新動画が上がった。

### 中国デビュー
2023年10月8日雅安ジャイアントパンダ研究センター碧峰峡基地（中国語：Bìfēngxiá jīdì）にて約8ヶ月のリハビリ（中国語や中国式の給餌方法など新しい環境に慣れる）期間を経て一般公開された。シャンシャンの繊細な性格を考慮し、観覧者との間はガラス板で隔てており、シャンシャンが生活していた上野動物園・東園と似た環境の中、オープニングセレモニー等大々的な事は行わず、静かにひっそりと一般公開を開始した。しかし少人数ながらも中国のパンダファンや現地中国メディアは元より、日本からもシャンシャンファンが駆けつけ、動画サイトにて生中継された。
中国のメディアがインタビューしたシャンシャン担当飼育員によると、｢非常にグルメであり、餌となる竹や笹にうるさく、現時点で一番好きな食べ物はりんご、2位はタケノコ、3位はパンダケーキ

で、特にタケノコについては食いしん坊で目の前にあるだけ食べる程の好物であり、2・3本咥えてお気に入りの場所まで運び、そこで食べるのが好きだ」という。
ジャイアントパンダの主食である竹や笹は、なぜか夜にしか食べない。夜寝る場所は上野動物園のような櫓の上ではなく、洞窟の様なところである。空腹になると竹や笹を洞窟に持ち込み食べる。
日中は給餌の時間になると下山し姿を見せるが、それ以外の時間は、敷地内の山で散歩したり昼寝をする為、姿を見せない。

## 性格・特徴
- お転婆で物怖じせず、少し頑固で好奇心旺盛。 高い所が好きで、大体櫓の上や木の上にいる[26]。だが環境が変わると食欲がなくなる等繊細な一面もある。
- 物怖じしない性格は母・シンシンから、繊細な部分・木登り好きや木の上が好きな性格は父・リーリーから受け継いでいると思われる[要出典]。
- 2017年11月に中国にて催されたパンダの繁殖技術に関する国際会議の場では、｢顔立ちの整った美人さんだね｣と褒められている[27]。
- 嫌いな食べ物はニンジン。飼育員がみじん切りにしたり工夫をするが、基本的に食べない（気分によるものなのか、すりおろされたニンジンは稀に食べる事がある）。食べたくない時はニンジンを脚でまたいだり踏みつけたり、お尻で下敷きにしペースト状にし自分の視界から消す。2022年冬には飼育員から半分にカットされたニンジンの塊を柵越しに渡されるという『ショック療法』を受けた際パニック状態になり飼育員に苦情を訴え、放り捨てた[要出典]。2023年2月21日中国へ返還後、飼育員のトレーニングによって大嫌いなニンジンも採食するようになったと伝えられた[28]が、中国一般公開後現地メディアが担当飼育員へ尋ねたところ、ニンジンは給餌していないと答えた。このことからシャンシャンのニンジン嫌いは今も健在なことが判明した。
- 幼い頃の特技は、切断された木の上で垂れた状態で眠る事、屋内放飼場にある寝台をくぐること、屋外放飼場の水飲み場のゴム栓を抜く事。寝台をくぐる事は成獣（大人）になった今も健在[要出典]。
- おやつが入っている給餌玩具の竹筒を振る際首も一緒に振ってしまう癖がある[要出典]。
- 東京ズーネットYouTubeチャンネルで「多くの人を魅了する気分屋さん、カリスマパンダ『シャンシャン』」と紹介された
- 上記の通り、穏やかに過ごしていると思うや否や、急に走り出したり、餌に八つ当たりしたり、物を破壊したりする『気分屋』の一面がある[要出典]。

- 2023年1月31日に発情期を迎えた[29]。

- 中国での一般公開初日、日本語の発音で「シャンシャン」という呼びかけに反応をし、日本語と中国語のバイリンガルである事を証明した[30]。
- 中国では「香香公主（シャンシャン姫）」「小香（シャンちゃん）」と呼ばれている[要出典]。
- 上野動物園時代より採食中短時間動きが止まってしまう事がある。これは父・リーリーの癖が遺伝したものと思われる[要出典]。

## その他
- 命名後の2017年10月、北海道室蘭市中島町内のミニ独立国「シャンシャン共和国」がシャンシャンを名誉国民に認定し、上野動物園に称号記を贈った他共和国の商店街内にも命名記念のチラシを掲示した[31]。
- 一歳の誕生日に贈られたハンモックは飼育員が消防ホースを編んで作られた物[32]。シャンシャンのハンモックという事から『シャンモック』と言われている。
- シャンシャンを通じて知り合いになった人を「シャン友（シャンシャン＋友達）」[33]、シャンシャンを含めジャイアントパンダを通じて知り合いになった人を「パン友（パンダ＋友達）」という[34]。
- 2020年7月20日、大韓民国京畿道竜仁にあるエバーランドで韓国初の自然交配で生まれたジャイアントパンダ「福宝（Fubao）[35]」が誕生時保育器の中で一緒にいた赤ちゃんパンダのぬいぐるみ[36] はシャンシャンをモデルにした上野動物園で販売されていた物。福宝が生まれる前にエバーランドのパンダ担当飼育員が自然交配に向けて上野動物園へ研修に行った際、上野動物園スタッフからプレゼントされたものだった事を明らかにしている[37][38]。